# آساهینا نوبوآکی
آساهینا نوبوآکی (به ژاپنی: 朝比奈 信置 あさひな のぶおき)، (تولد ۱۵۲۸– مرگ ۱۵۸۲ میلادی) یک سامورایی ابتدا ملازم خاندان ایماگاوا در ولایت سوروگا، و سپس ملازم خاندان تاکدا ژاپن بود.